# ان‌جی‌سی ۳۵۸
ان‌جی‌سی ۳۵۸ (انگلیسی: NGC 358) صورتواره‌ای از چهار ستاره در صورت فلکی ذات‌الکرسی است. 